# Lynn Allison
Molly Anne Allison Sachs (Londres, Inglaterra; 20 de febrero de 1954) es una actriz, bailarina y vedette británica nacionalizada argentina.

## Carrera
A los cuatro años empezó a estudiar danza y su primer papel fue el de ratón en La Cenicienta.  Posteriormente debuta en el teatro de revistas en la década de 1970 donde intervino en decenas de espectáculos revisteriles como vedette junto a capo cómicos de la talla de Adolfo Stray, Tristán, Dringue Farías, Juan Carlos Calabró, Jorge Porcel, Mario Sapag, Osvaldo Pacheco, entre otros. Perteneció a la camada de primeras vedettes junto a Moria Casán, Adriana Aguirre, Gogó Rojo, Violeta Montenegro y Susana Traverso.
Imponente rubia, en cine, participó en dos películas argentinas: Las turistas quieren guerra, dirigida por Enrique Cahen Salaberry, encabezada por la dupla cómica, Alberto Olmedo- Jorge Porcel; y Hay que parar la delantera con dirección de Rafael Cohen y protagónicos de Gino Renni, Julio de Grazia, Alberto Anchart y gran elenco.
Impecable, talentosa y escultural bailarina y vedette desplegó sus plumas en obras como Maipo made in Gasalla con Antonio Gasalla, Aquí se mata de risa, Día y noche en Buenos Aires y Los reyes del Tabarís.
Su carrera fue breve ya que se retiró de las tablas a comienzos de 1980. En 1982 decidió radicarse nuevamente en su país tras la guerra de las Malvinas.

## Vida privada
Fue, durante la década del '70, la vedette predilecta de los deportistas. Tuvo fugaces romances con deportistas como fueron el futbolista de Temperley Omar Chamorro, con los futbolistas de Club Atlético San Lorenzo de Almagro Héctor "Bambino" Veira y Narciso Doval, con el boxeador Carlos Monzón y con el basquetbolista del Club de Gimnasia y Esgrima La Plata Norberto Draghi, siendo estos dos últimos también exparejas de Susana Giménez.

## Filmografía
- 1977: Las turistas quieren guerra
- 1977: Hay que parar la delantera

## Teatro
- 1982: La cosa se esta poniendo peluda, dirigida por Hugo Sofovich, con Don Pelele, Tristán, Edda Bustamante, Petty Castillo, Pepe Armil, el turco Salomón, Julio Fedel, Mister Satani, Norma Serein, Silvia Peyrou y Nancy rey.
- 1980: Venga al Astros, con Jorge Porcel, Juan Carlos Calabró, Mario Sapag, Tini Araujo, Délfor Medina, César Bertrand, Miguel Jordán, Cacho Bustamante, Graciela Butaro, Pina Pinal, Isabel Coel y Osvaldo Pacheco.[4]
- 1980: Maipo made in Gasalla, con Antonio Gasalla, Lynne Jeffery, Alfredo Jiménez, Jovita Luna, Cecilia Narova y Horacio Peña. Estrenada en el Teatro Maipo.
- 1978: Los reyes del Tabarís, junto a Adolfo Stray, Adriana Aguirre, Alfredo Barbieri, Vicente Rubino, Dringue Farías, Lía Crucet, Roberto García Ramos, Hellen Grant, Diana Lupe, ,  Y Rodolfo Zapata. En el Teatro Tabarís.
- 1976: Día y noche en Buenos Aires, con Ricardo Espalter, Raimundo Soto, Enrique Almada, Andrés Redondo, Berugo Carámbula, Adriana Aguirre, Mirtha Amat, Karam Dominicow, Reina Rosen y Giselle Ducal.
- 1975: Aquí se mata de risa, de Carlos A. Petit,  con la Compañía Adolfo Stray, junto a  Raquel Álvarez, Alfredo Barbieri, Carmen Barbieri, Graciela Butaro, Rafael Carret, Moria Casán, Patricia Dal, Roberto García Ramos, Don Pelele, Vicente Rubino, Cristina Sabatini y Micket Square.
- 1972: Vamos Argentina... todavía formado por Dringue Farías, Vicente Rubino, Mirtha Amat, Roberto García Ramos, Alejandro Maurín, Graciela Buttaro, Adriana Parets y Nélida Palacios.
- 1958: La Cenicienta.